# Gobo Gaïoua
Gobo Gaïoua est un village de la région de l'Extrême Nord Cameroun, département du Mayo-Danay et arrondissement de Gobo. Ce village est limité au nord par le village Tikem, à l’Est par Guimri, au Sud par Tikem et à L’Ouest par Kaygue.

## Démographie
Gobo a une population de 2 868 habitants dont 1 412 hommes (49 %) et 1 456 femmes (51 %) lors du dernier recensement de 2005.